# Софізм складеного середнього терміна
Софі́зм скла́деного сере́днього те́рміна (лат. non distributivi, sed collectivi medii) — означає доведення, коли порушується друге правило простого категоричного силогізму, яке говорить, що середній термін повинен бути взятий у повному обсязі принаймні в одному із засновників. Наприклад: певні люди — міністри; усі науковці — люди; отже, всі науковці — міністри.
У вищенаведеному міркуванні середній термін «люди» є підметом частково-стверджувального в першому засновку та присудком загально-стверджувального — в другому. Середній термін у жодному із засновників не є поширений, тобто не взятий у всьому обсязі. У першому засновнику це явно висловлюється, бо говориться про певних людей; у другому — це відкрито не виявляється, але якщо зробити операцію конверсії (обернення) суджень, то значення цього засновнику буде таким: «усі люди науковці», але це не вірно. Дстовірного висновку з цього умовиводу зробити не можна.

## Правила конверсії суджень
Існують три правила конверсії суджень:
1. Загально-стверджувальне судження завжди обирається з обмеженням; у новому судженні обшир попереднього присудку, який, у свою чергу, стає підметом: «всі керівники — управлінці» перетворюється на «певні управлінці — керівники».
2. Загально-заперечне судження завжди можна обернути без втрат його якості в обидва боки: «жодна демократія не є диктатурою» перетворюється на речення «диктатура не є демократією».
3. Частково-стверджувальне судження завжди обирається без втрат його якості в обидва боки, якщо їх підмет і присудки рівні за обсягом: «певні службовці — магістри» трансформується в судження «певні магістри — службовці».

Отже, просте обернення судження можливе тоді, коли обидва одночасно і разом взяті поширені або обидва разом непоширені.